# バルザック V (航空機)
バルザック V（Balzac V）
- 用途：試験・研究
- 分類：垂直離着陸機
- 製造者：アビオン・マルセル・ダッソー/シュド・アビアシオン
- 運用者： フランス（フランス空軍）
- 初飛行：1962年10月12日（バルザック V 001）
- 生産数：1
- 生産開始：1961年2月2日
- 退役：1965年9月8日
- 運用状況：退役

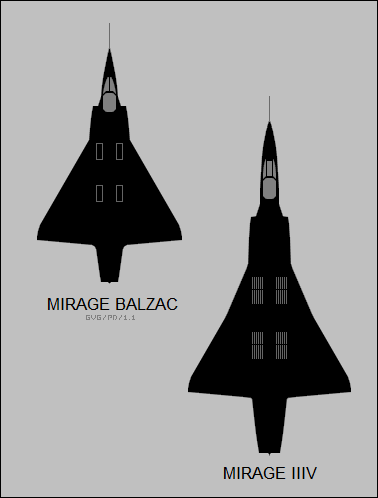
ミラージュIIIとの比較図

バルザック V（Balzac V）は、フランスの垂直離着陸機。ミラージュIII Vの試験・研究機という位置づけであり、垂直離着陸機による亜音速飛行が主たる目的であった。

## 計画
実用的な垂直離着陸戦闘機の模索を行なっていたフランス政府は、ミラージュIII Vの開発の前に、まず実験機を製造し、垂直離着陸機の研究を進めることとした。これにより、試験機のバルザック Vの開発がアビオン・マルセル・ダッソーとシュド・アビアシオンに発注された。名称は当初、Mirage III 001 Balzac、後にバルザック V 001と呼ばれた。バルザック Vはリフト・エンジンとして8機のロールス・ロイス RB108エンジンを、推進用エンジンとして1機のブリストル・シドレー オーフュースを胴体内に装備している。リフトエンジンは機体両側に2機一組で2セットずつ配置され、機体上面の4箇所のエアインテークから吸気する方法が採用された。このエアインテークは、水平飛行時には閉ざされる設計となっていた。試験機としての性格上、機体情報を地上に伝達するためにテレメーターが装備された最初期の機体とされる。その他の外形はミラージュ IIIを踏襲しており、デルタ翼機で推進用エンジンのインテイクは胴体脇にある。
水平飛行時の基本性能に関してはミラージュ IIIによって実証済みとの考え方と、実用機としては後にミラージュIII Vを開発するという二段階の考えにより、バルザック Vの試験目的は垂直離着陸の研究に絞られ、軍用機としての装備・武装は施されることがなかった。
1962年10月13日に係留状態でのホバリングに成功、19日に非係留状態でのホバリング、25日に2分間以上のホバリングを行なった。1963年3月18日には垂直離陸からの水平飛行への遷移飛行を成功させ、29日には垂直離陸から通常の飛行を経て垂直着陸という一連のサイクルを実現した。
フランス及びアメリカ空軍により試験が行われ、性能は実証されたが機構が複雑に過ぎ、2度の致命的な事故を起こしている。最初の事故は1964年1月10日の、低空でのホバリングを行う125回目の試験飛行中に発生した。降下中に翼が振動し左翼が地面に接触、リフトエンジンが作動中であったため、そのまま転倒し墜落した。これは、自動安定装置の限界を超えたために発生した事故であった。機体の損傷は軽微であったが、パイロットは脱出できずに死亡している。
1965年2月2日以降、修復された機体で試験が続行されたが1965年9月8日、再び低空ホバリング試験中に二度目の事故が発生した。事故原因は不明瞭であるが、油圧装置の制御不良が、リフトエンジンの使いすぎによる燃料の欠乏とエンジンの停止が共に発生したのではないかと推測されている。脱出装置は作動しなかったものの、機体の損傷は修復可能なものであった。しかし、既にミラージュIII Vの試験中であり、本機が修復されることはなかった。

### 要目
- 全長：13.1 m
- 全幅：7.32 m
- 空虚重量：5,360 kg
- 最高速度：マッハ0.9
- エンジン：ブリストル・シドレー オーフュース 1基
  - 出力：21.6 kN
- リフトエンジン：ロールス・ロイス RB.108 8基
  - 出力：9.8 kN×8
- 乗員：1人